# Парк Петровича (Крушевац)
Парк Петровича — парк, расположенный в центральной части города Подгорица (Черногория).

## Географическое положение
Парк находится в центральной части города на северной стороне от реки Морача.

## Описание
Парк Петровича представляет собой большой сад вокруг королевского дворца, включающий в себя несколько построек. Когда-то это было одно из немногих мест в Подгорице, где естественным образом росли подснежники и фиалки. Перед дворцом находится музыкальный павильон - летняя сцена, где проходят концерты, конференции…
В наше время лесной парк почти никогда не пустует, так как местные жители считают его лучшим местом для прогулок, где можно найти спасение от жарких летних дней и ночей.

## История
Дворцовый комплекс был возведен в районе, который когда-то назывался Хлебная Голова (Krušna glavica) и предназначался для отдыха членов королевской семьи. 
Двухэтажный дворец в парке был построен после освобождения Подгорицы турками. Краеугольный камень в основании здания был заложен 20 апреля 1891 года, а работы были завершены в 1894 году. В 1983 году дворец был превращен в галерею искусств, сейчас здесь расположен Центр современного искусства Черногории.

## Достопримечательности

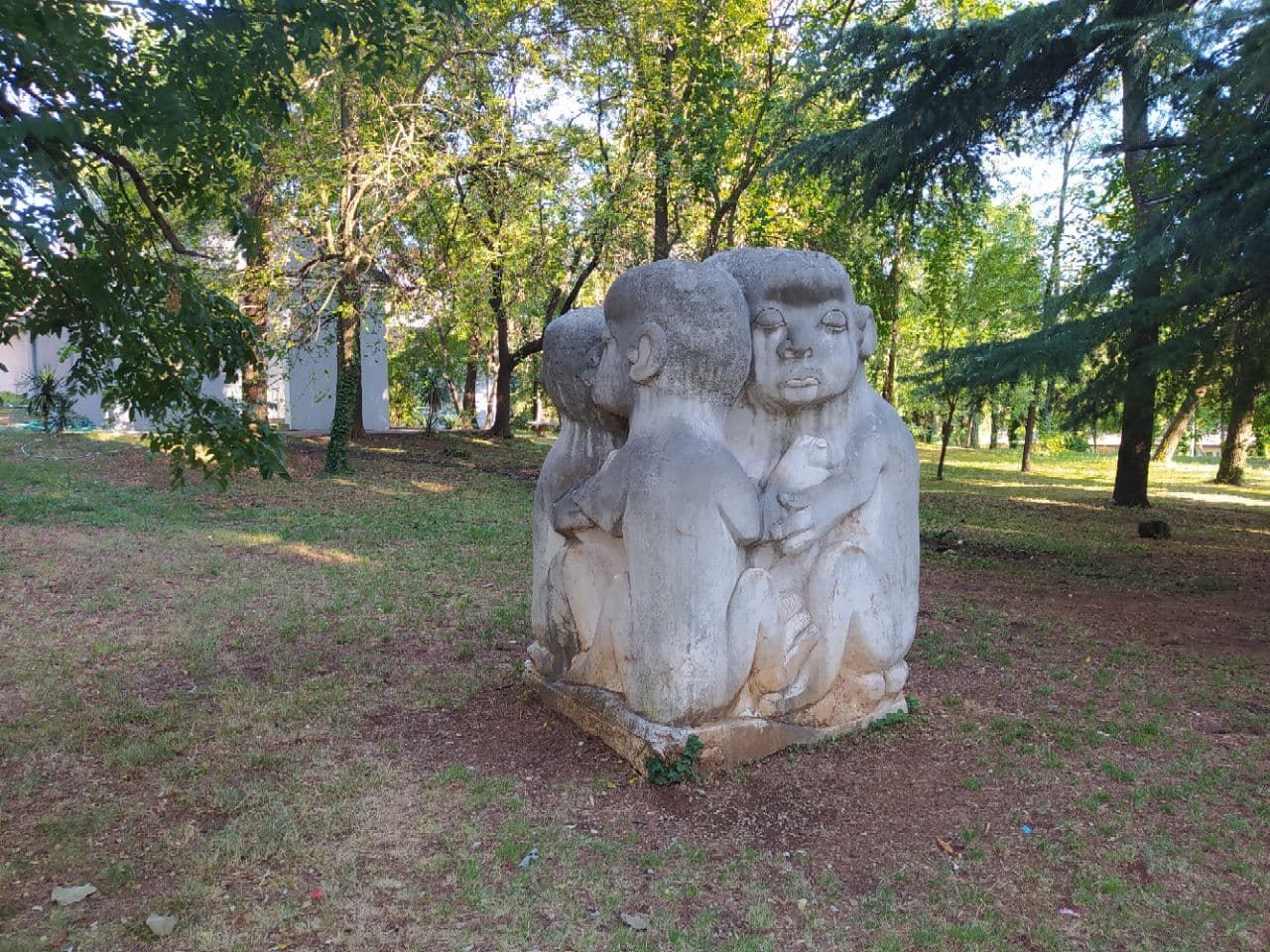
Памятник принцессе Софии в парке Петровича

- Дворец - зимняя резиденция династии Петровичей-Негошей, сейчас здесь размещается Центр современного искусства.

- Перьянички дом (дом телохранителей) - выставочное пространство Центра современного искусства, находящееся напротив дворца.

- Церковь Церковь Святого Великомученика Дмитрия (фамильная часовня Николы I) - церковь освящена в конце XIX века, расположена рядом с дворцом Петровича.

Церковь небольшая, но интересна своей архитектурой: колокольня-звонница выполнена в форме четырехугольной башенки, на крыше церкви находится еще одна башенка, шестиугольная, над входом - традиционное окно-розетка. 
Церковь построена из тесаного камня.
- Площадь принцессы Софии. Она названа в честь черногорской принцессы Софии Лилианы, которая умерла в Подгорице в возрасте 2 месяцев. В центре площади установлена скульптурная композиция, представляющая 4 играющих детей, а рядом находится современная детская площадка.